# Omer Demeuldre
Omer Paul Demeuldre (ur. 8 marca 1892 w Cambrai, zm. 3 maja 1918) – francuski as myśliwski z okresu I wojny światowej.

## Służba w początkowym okresie wojny
Służył od 1914 roku – od razu w lotnictwie. Na początku w eskadrze MF 5, jako mechanik w załodze Collarda. Wykonywał również loty na Farmanach. W 1915 roku przeszedł szkolenie strzelca pokładowego. 7 września zestrzelił pierwszego przeciwnika – w walce trwającej 12 minut Demeuldre wystrzelił niemal 300 pocisków. Jeszcze latem 1916 roku latał jako strzelec; 6 lutego uszkodził Albatrosa, ale jego samolot wrócił mocno postrzelany i z trudem wylądował.
22 czerwca 1916 roku Demeuldre przejął stery od zmęczonego pilota. Po tym wydarzeniu odbył szkolenie pilota i rozpoczął loty jako pilot Farmana. 23 maja 1917 roku jego maszyna, którą lecieli Demeuldre i drugi lotnik, została zaatakowana i ciężko uszkodzona przez myśliwiec niemiecki, który jednak udało im się zestrzelić.

## Służba jako pilot myśliwski
17 października 1917 roku Demeuldre otrzymał przydział do eskadry myśliwskiej SPA 84. Pod koniec miesiąca zniszczył kolejny niemiecki samolot, a na koniec roku miał na koncie już 6 zestrzeleń.
Na początku 1918 roku odniósł kolejne zwycięstwo i uzyskał awans do stopnia podporucznika. 15 marca formacja Spadów, w której leciał, została zaatakowana przez Albatrosy. Jeden z kolegów Demeuldre'a – nowicjusz – był ścigany przez 7 myśliwców. Demeuldre pierwszą serią zapalił jeden z nich – pilotowany przez dowódcę JG 2 – Hauptmanna Adolfa Ritter von Tutscheka. Niemcy potwierdzili tę stratę, ale Francuzi nie przyznali zwycięstwa swojemu asowi.
Omer Demeuldre zginął 3 maja 1918 roku w czasie ataku na niemiecki samolot rozpoznawczy. Miał 13 potwierdzonych zwycięstw powietrznych.

## Odznaczenia
- Legia Honorowa V Klasy – pośmiertnie
- Médaille Militaire
- Croix de Guerre (1914–1918)